# Fürth
Fürth (výslovnost: IPA: [fʏʁt],  poslech) je severobavorské město s postavením městského okresu (německy kreisfreie Stadt) v bavorském vládním obvodu Střední Franky (Mittelfranken). Žije zde přibližně 132 tisíc obyvatel. Na východě splývá s Norimberkem. Centra obou měst jsou od sebe vzdálena pouhých asi 7 kilometrů.
V roce 2007 byl městu k tisíciletému jubileu udělen titul Město věd (Wissenschaftsstadt). Spolu s Erlangenem a Norimberkem patří Fürth k jednomu z 23 bavorských středisek a tvoří evropský metropolitní region Norimberk, jeden z 11 metropolitních regionů v Německu. Sídlé zde fotbalový klub SpVgg Greuther Fürth.

## Geografie

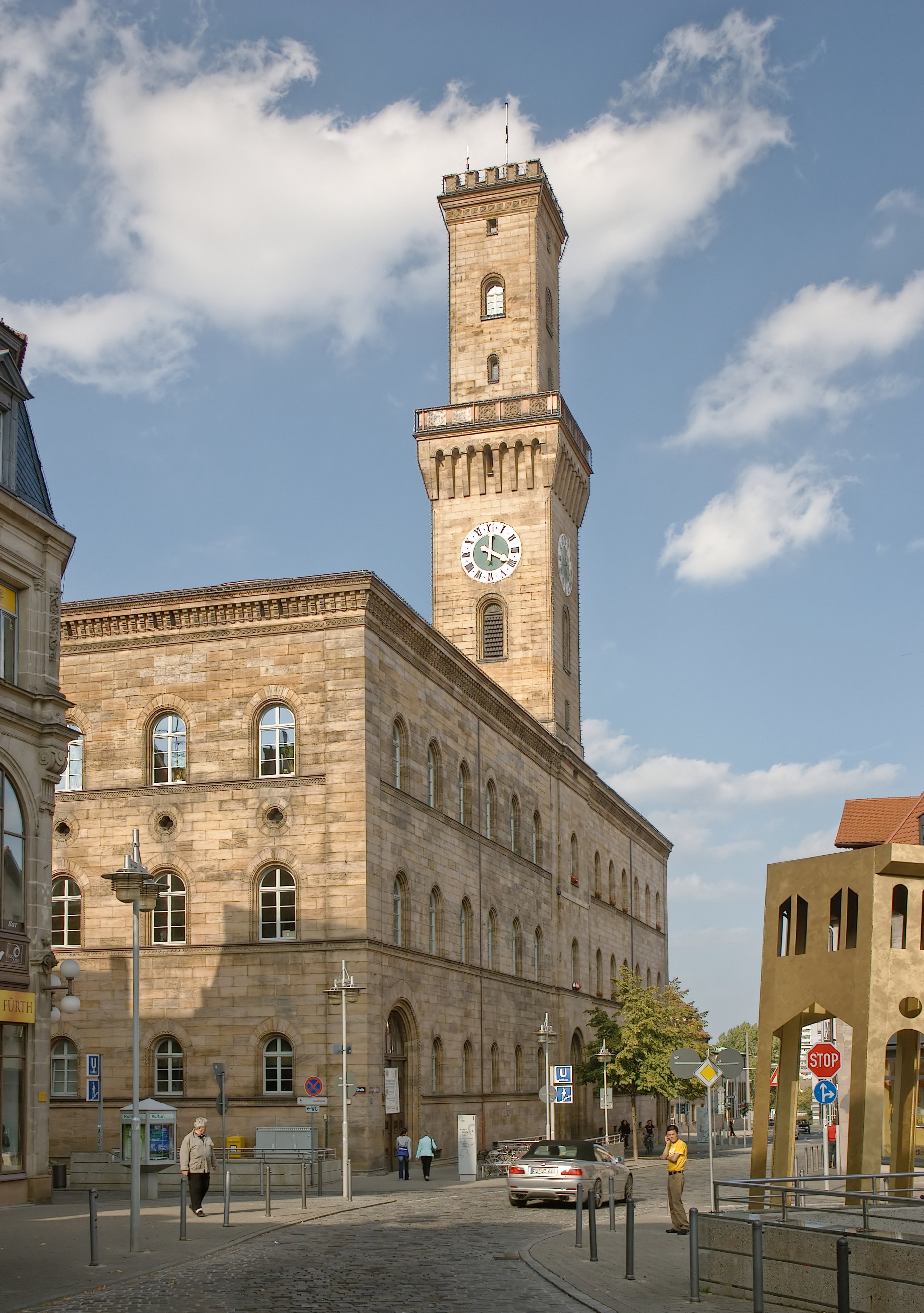
Radnice od jihovýchodu

Historický střed města se rozkládá jižně a východně od řek Rednitz a Pegnitz, které se severozápadně od starého města stékají a vytvářejí řeku Regnitz. Na západ od města, u průplavu Rýn–Mohan–Dunaj se nachází městský les (Fürther Stadtwald). Na východě, zhruba ve stejné zeměpisné šířce, leží Norimberk a na severu pak úrodné území známé jako Knoblauchsland neboli česnekový kraj, který dosahuje až k hranicím Fürthu. Na jih od města se rozkládá síť silnic, průplav Rýn–Mohan–Dunaj, který Fürth obtáčí, a louky.

## Historie
První zmínka o Fürthu (který zřejmě existoval již nějaký čas) pochází z 1. listopadu 1007, kdy císař Svaté říše římské Jindřich II. daroval své statky ve Fürthu nově vytvořenému biskupství v Bamberku. Jméno Fürth pochází z německého výrazu die Furt neboli brod, neboť první osídlení se rozkládalo při říčním brodu.

V následujících letech získalo město právo trhu, později, za krále a císaře Jindřicha III. je však o ně připravil sousední Norimberk. Od roku 1062 směl sice Fürth opět pořádat trhy, nicméně Norimberk už do budoucna zůstal významnějším městem.

V průběhu dalších století bylo město v majetku různých pánů včetně biskupů z Bamberka, knížat z Ansbachu a města Norimberk. Jeho charakter zůstával po dlouhou dobu převážně zemědělský. Kolem roku 1600 činil počet zdejších obyvatel mezi 1000 až 2000 lidí. Za třicetileté války Fürth téměř úplně zničil požár.

V roce 1835 byla mezi Norimberkem a Fürthem uvedena do provozu první parní železniční trať, takzvaná Bayerische Ludwigsbahn.

## Osobnosti
- Jakob Wassermann (1873–1934), německý spisovatel, literární kritik a esejista[5]
- Ludwig Erhard (1897–1977), německý ekonom a politik, spolkový kancléř Německa v letech 1963 až 1966[6]
- Heinrich Hoffmann (1885–1957), osobní fotograf Adolfa Hitlera[7]
- Alfred Schwarzmann (1912–2000), německý gymnasta, trojnásobný olympijský vítěz[8]
- Senetta Joseftal (1912–2007), izraelská politička a poslankyně Knesetu[9]
- Henry Kissinger (1923–2023), německo-americký politik, diplomat a historik, ministr zahraničních věcí USA v letech 1973 až 1977, nositel Nobelovy ceny za mír za rok 1973[10]
- Natascha Wodin (* 1945), německá spisovatelka a překladatelka[11]

## Partnerská města
- Paisley, Skotsko, 1969
- Limoges, Francie, 1992
- Marmaris, Turecko, 1995
- Xylokastro, Řecko, 2001